# 維齊 (喬治亞州)
維齊（英語：Veazey）是位於美國喬治亞州格林縣（Greene County）的一個非建制地區。該地的面積和人口皆未知。

## 地理
維齊的座標為33°30′16″N 83°08′28″W / 33.50444°N 83.14111°W，而該地的平均海拔高度為170米（即558英尺）。